# Kung Fu (televisieserie)
Kung Fu is een Amerikaanse televisieserie die van 1972 tot 1975 liep. In de serie worden de genres western en kungfu gecombineerd. 

## Verhaal
De hoofdrolspeler in de serie is David Carradine, die de rol speelt van Kwai Chang Caine, een shaolinpriester die naar de Verenigde Staten vlucht nadat hij de moordenaar van zijn blinde sifu had gedood. Hij heeft hierdoor een beloning van 10.000 dollar op zijn hoofd staan, omdat de moordenaar lid was van de koninklijke familie. 
In de serie gaat Kwai Chang op zoek naar zijn halfbroer Danny Caine, terwijl er met regelmatige flashbacks van de hoofdrolspeler naar gebeurtenissen uit zijn tijd in het shaolinklooster in China te zien zijn. 
In de serie wordt uitgelegd dat Caine als halfbloed Chinees eigenlijk niet in het shaolinkloster zou zijn aangenomen, maar dat voor hem een uitzondering werd gemaakt, onder meer omdat zijn instelling en kwaliteiten hem geschikt maakten voor het priesterschap.
In het Westen aangekomen, komt Caine over als een wereldvreemd persoon, die niet kan paardrijden, geen vuurwapens gebruikt, geen vlees eet, geen alcohol drinkt en te voet door het land reist. Hij is echter een wijs man, die door zijn kungfu-vaardigheden bijna onoverwinnelijk lijkt, die niet in een gevangenis vastgehouden kan worden en die telkens geweld probeert te vermijden. Hij redt veel mensen uit moeilijke situaties en helpt velen met zijn filosofie en wijsheid.

## Productie

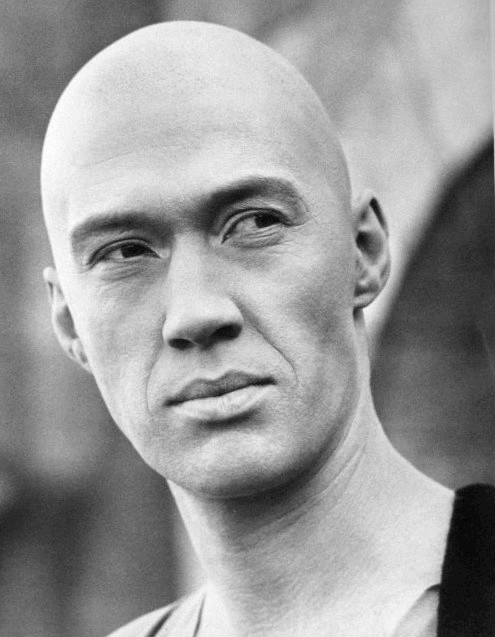
Carradine als Caine

Onder degenen die naar de hoofdrol solliciteerden, was ook Bruce Lee (volgens zijn weduwe de bedenker van de serie), voor wie het een grote teleurstelling was dat hij niet voor de rol gekozen werd. David Carradine zelf was helemaal niet Chinees, en om de Chinese gemeenschap tevreden te stellen, werden diverse Chinezen aangenomen om aan de film mee te werken, hetzij als acteur in andere rollen hetzij voor de choreografie.

## Uitzending
De serie, die in drie seizoenen van in totaal 63 afleveringen werd uitgezonden, maakte kungfu vanaf de jaren 70 van de twintigste eeuw zeer populair in het Westen.
In België was de eerste uitzending op 24 november 1974. In Nederland werden 27 van de in totaal 63 afleveringen van de serie uitgezonden door de AVRO, tussen 13 december 1974 en 26 december 1975.